# 311
Évszázadok: 3. század – 4. század – 5. század
Évtizedek: 260-as évek – 270-es évek – 280-as évek – 290-es évek – 300-as évek – 310-es évek – 320-as évek – 330-as évek – 340-es évek – 350-es évek – 360-as évek
Évek: 306 – 307 – 308 – 309 –  310 – 311 – 312 – 313 – 314 – 315 – 316

## Események

### Római Birodalom
- Galerius és Maximinus Daia császárokat választják consulnak. A Maxentius által uralt Rómában szeptembertől Caius Ceionius Rufius Volusianus és Rufinus a consul.
- Galerius rangidős császár halálos ágyán eltörli a keresztényellenes rendeleteket, majd néhány nappal később meghal.[1]
- A birodalom keleti felét Maximinus Daia és Licinius felosztja egymás között; utóbbi kapja a Hellespontustól nyugatra fekvő provinciákat.
- Az Itáliát ellenőrzése alatt tartó Maxentius háborúra készül a nyugati provinciákat uraló Constantinus ellen, aki Liciniusszal köt szövetséget (Maxentius már korábban szövetkezett Maximinusszal).
- Rómában megválasztják Militiades pápát.

### Kína
- A hsziungnu Liu Cung, az észak-kínai Han Csao állam császára leveri a Csin-dinasztia maradék ellenállását, elfoglalja a fővárost, Lojangot (amelyet felgyújtanak és 30 ezer lakosát lemészárolják) és elfogja Huaj császárt.

## Születések
- Wulfila, ariánus püspök, aki gót nyelvre fordította a Bibliát

## Halálozások
- december 3. – Diocletianus, római császár
- Galerius, római császár
- I. Péter, alexandriai pátriárka

## Fordítás
- Ez a szócikk részben vagy egészben  a(z)   311 című angol Wikipédia-szócikk ezen változatának fordításán alapul.  Az eredeti cikk szerkesztőit annak laptörténete sorolja fel. Ez a jelzés csupán a megfogalmazás eredetét és a szerzői jogokat jelzi, nem szolgál a cikkben szereplő információk forrásmegjelöléseként.